# Markland

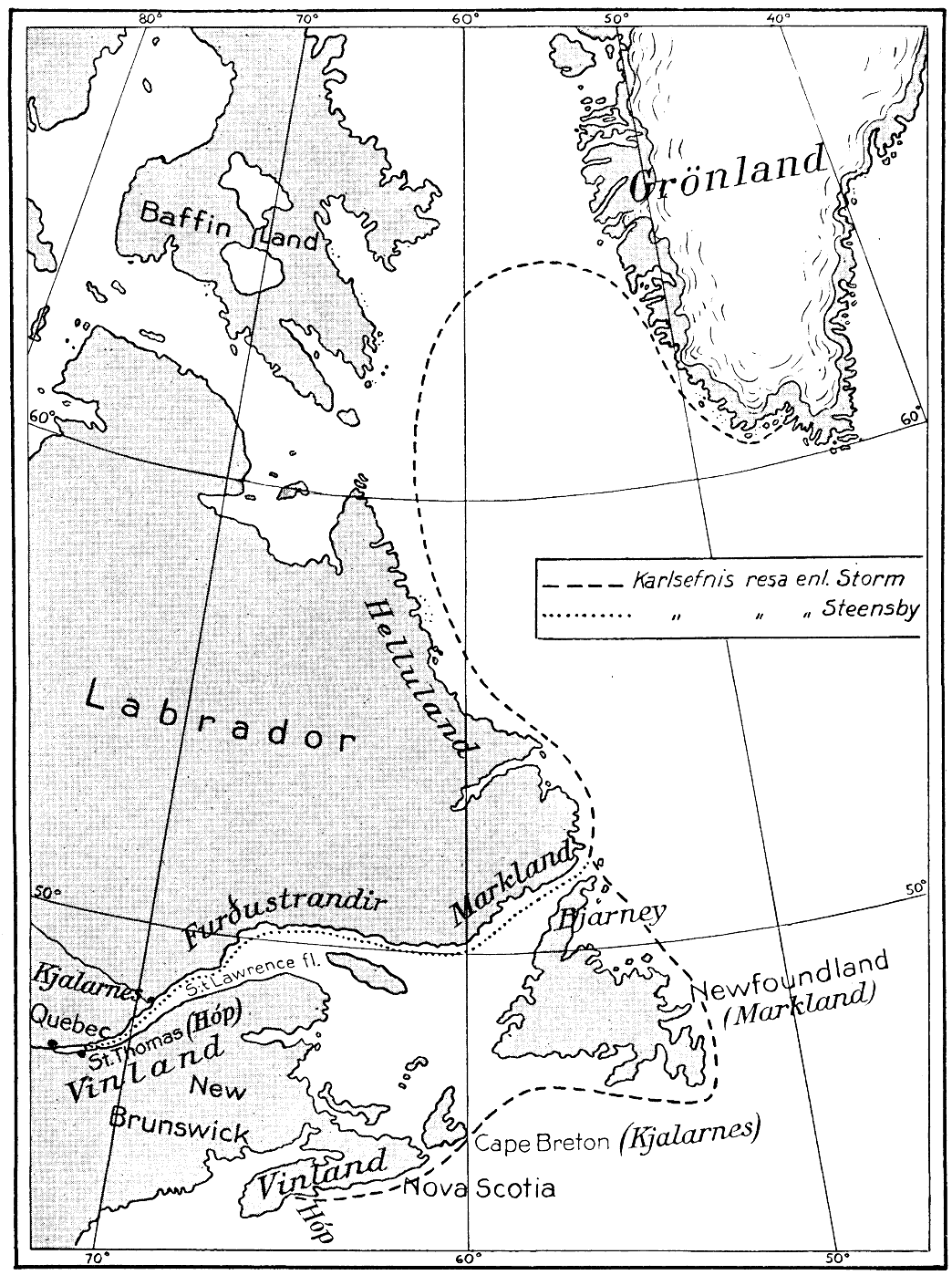
Hypotetická mapa Vinlandu, Marklandu a Hellulandu

Markland je lesnatou zemí vystupující v islandských ságách, která je identifikována ve starších pramenech jako Nový Foundland, nověji pak jako jihovýchodní Labrador. 